# Главный пассажир
«Главный пассажир» — фотография, изображающая десятимесячную Дари́ну Гро́мову (26 декабря 2014 — 31 октября 2015), погибшую вместе с родителями в катастрофе A321 над Синайским полуостровом. Фотография из аэропорта Пулково, размещённая за 16 дней до трагедии её матерью Татьяной Громовой в социальной сети «ВКонтакте» с подписью «Главный пассажир», была опубликована во многих мировых СМИ и привлекла большое внимание как символ авиакатастрофы, ставшей крупнейшей в истории российской авиации по количеству жертв — 224 погибших.

## Фотография и реакция
Фотография стоящей возле стекла и наблюдающей за самолётами в аэропорту Пулково Дарины Громовой была опубликована 15 октября 2015 года её мамой Татьяной Громовой на своей странице во ВКонтакте и в Инстаграме с подписью «Главный пассажир», эта запись Татьяны Громовой стала последней.
Вскоре после крушения лайнера и опубликования списка погибших фотография десятимесячной девочки в аэропорту привлекла большое внимание, облетела весь мир, была опубликована многими СМИ, попала в выпуски теленовостей и многими изданиями была названа символом трагедии рейса 9268.
Спустя несколько дней после авиакатастрофы на сайте change.org была создана петиция за установку памятника Дарине Громовой в аэропорту Пулково. По замыслу инициаторов, это должна быть скульптура «главного пассажира» с самолётиком в руке. За несколько дней петиция набрала более 160 тысяч подписей. Российский союз молодёжи направил письмо известному скульптору Зурабу Церетели, где попросил его стать автором скульптурной композиции, включающей в себя скульптуру Дарины Громовой. Церетели дал согласие на создание памятника и заявил, что у него есть несколько вариантов и он согласен бесплатно заняться мемориалом. Ранее власти Санкт-Петербурга заявили о том, что у города нет денег на создание мемориала, но он может быть принят в дар. По мнению главного архитектора Санкт-Петербурга Александра Петрова, мемориал не стоит устанавливать в аэропорту Пулково, так как он будет навевать скорбные мысли на пассажиров.
В 2016 году, будучи потрясённым гибелью Дарины, композитор Игорь Матвиенко создал музыку песни «Жить». Песня была исполнена 27 артистами эстрады. Также год спустя группа «The Davincies» записала посвящённую Дарине песню «Главный пассажир».